# Srst angorského králíka

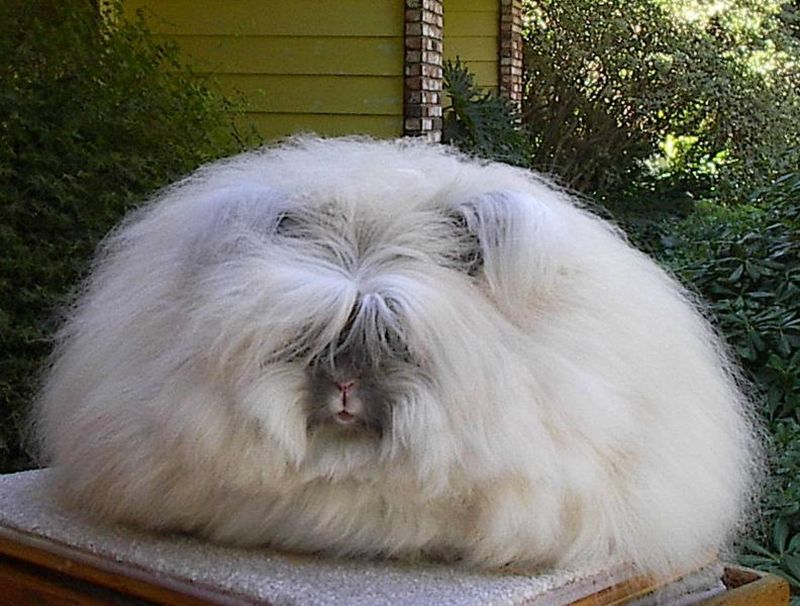
Angorský králík

Srst angorského králíka dává absolutně nejjemnější vlnu (12–17 µm) o délce 12–75 mm, hladkou a velmi lehkou. Vlákno je na povrchu mastné, proto odpuzuje vlhkost, lehce se elektrostaticky nabíjí a udržuje v sobě teplo. Králík pochází pravděpodobně z turecké provincie Angora (v blízkosti Ankary). 

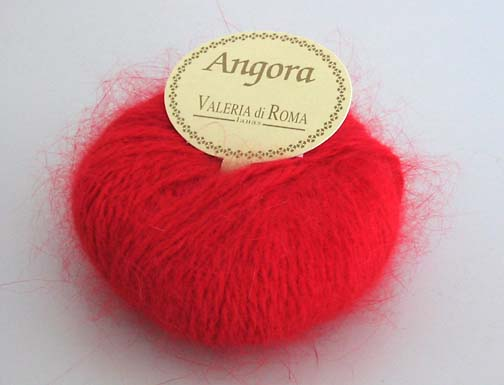
Angorská příze na ruční pletení

Vlákna se z králíků dvakrát za rok vyčesávají a jednou se stříhají. Z každého zvířete se tak získá 700–1000 gramů vlny. Délka vlákna je rozhodující pro kvalitativní zařazení. Nejdražší jsou vlákna delší než 60 mm, protože se mohou pevně smotat ve svazku příze a výrobky z nich nechlupatí a nepelichají, jak se to často stává u kratších vláken. 
Produkce a cena vláken značně kolísají. Např. koncem 20. století se uváděl roční prodej ve světě mezi 1000 a 10 000 tunami a ceny se pohybovaly od cca 20 do 50 US$/kg, náklady na chov králíků dosahovaly v západoevropských zemích skoro dvojnásobku světových cen angorské vlny . V prvních letech 21. století produkce angorské vlny soustavně klesala. Zatímco v 90. letech 20. století dosahovala cca 15 000 ročních tun, bylo ve 2. dekádě zaznamenáno 5-7 tisíc tun s průměrnou cenou 25-35 €/kg (asi 90 % dodávek pocházelo z Číny).
V Evropě byl v 80. letech minulého století údajně vyvinut druh králíka zvaný Ceres. Toto zvíře dává ročně až 1100 g kvalitní vlny s mimořádně nízkým obsahem hrubých chlupů (z povrchu srsti) a krátkých vláken. Na 300 tunách roční produkce mělo tehdy mít podstatný podíl Československo.
V roce 2014 se např. v Německu chovalo asi 2500 králíků na srst. Vlákna angory se prodávala za cca 20 €/kg, příze na ruční pletení za 12 €/25g. 
Angorská vlákna se (na rozdíl od ovčí vlny) nemusí před zpracováním na přízi prát. Z čisté angory se vypřádají mykané a ze směsí s merinovou vlnou nebo polyesterem česané příze. Velmi se osvědčily jádrové příze, ve kterých je jádro z polyesterových vláken opředeno angorou, jemnost příze dosahuje až 7 tex.
Příze z angory jsou velmi vhodné zejména k výrobě spodního prádla pro revmatiky, známé je ale také pletené svrchní oblečení.
Ve 20. století byla známá s obchodním označením angora tkanina ze srsti angorského králíka používaná na dámské šaty a kostýmy. 
Britský Spolek pro ochranu práv zvířat zveřejnil v listopadu 2013 tajně nahrané video o drastických metodách škubání vláken z kůže angorských králíků u čínského chovatele. Ze snímku se nedá odvodit, jestli se jedná o výjimečný případ nebo o běžnou praxi.